# Reifland
Reifland ist ein Ortsteil der sächsischen Stadt Pockau-Lengefeld im Erzgebirgskreis.

## Geografie

### Lage
Das Waldhufendorf Reifland liegt etwa 2,5 Kilometer nordöstlich von Lengefeld im Erzgebirge. Östlich des Ortes liegt die Talsperre Saidenbach, westlich begrenzt die Flöha die Flur. Nördlich von Reifland erstreckt sich der Röthenbacher Wald. Durch den Ort führt die Kreisstraße 8110 Lengefeld–Lippersdorf, über eine Gemeindestraße besteht Anschluss an das nördlich gelegene Eppendorf.

### Nachbarorte
| Floßmühle    |                                             | Lippersdorf |
| Wünschendorf | Kompassrose, die auf Nachbargemeinden zeigt |             |
| Rauenstein   |                                             |             |

## Geschichte

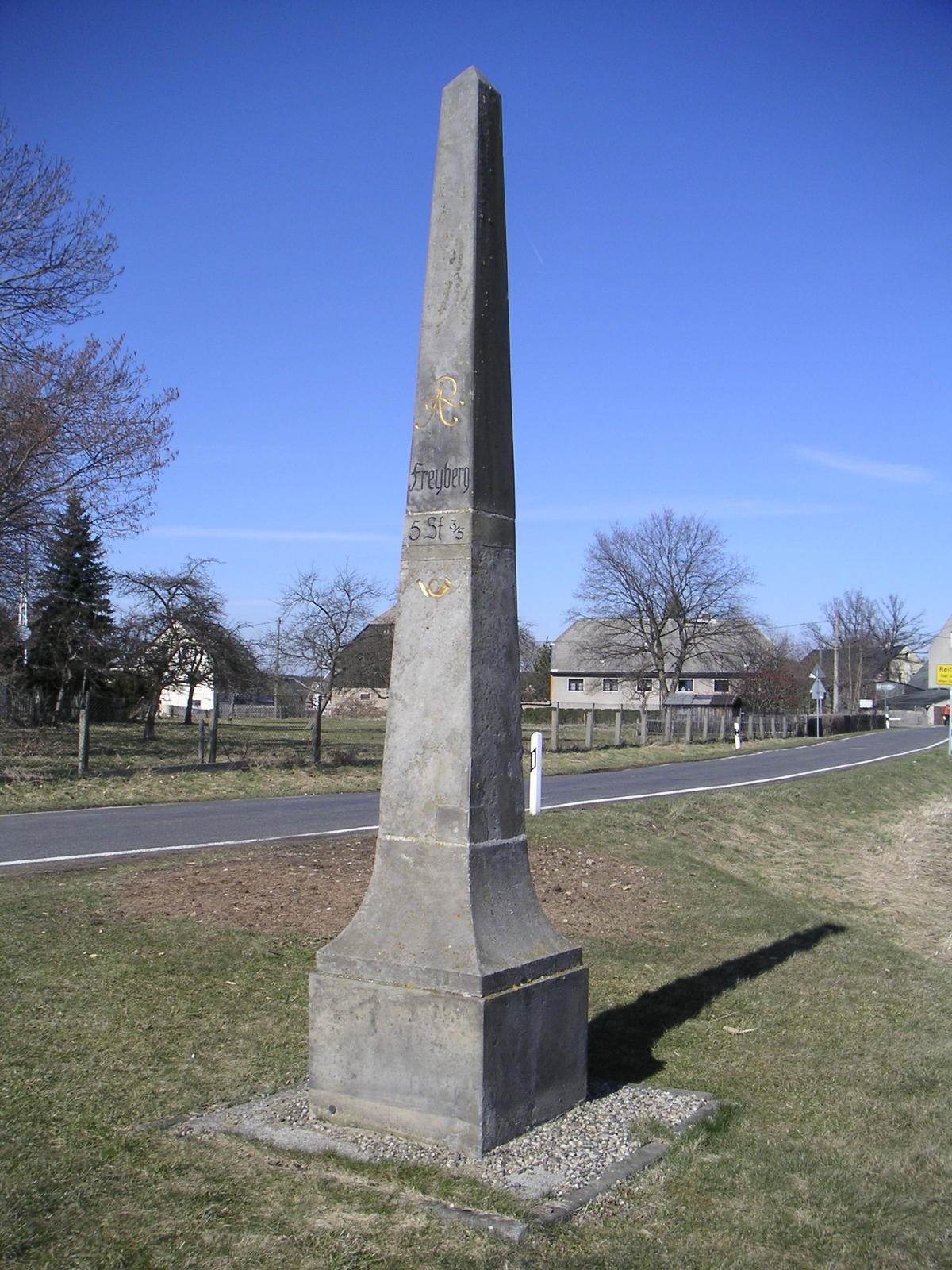
Kursächsische Ganzmeilensäule von 1723, kurz vor dem Ortseingang aus Richtung Lengefeld

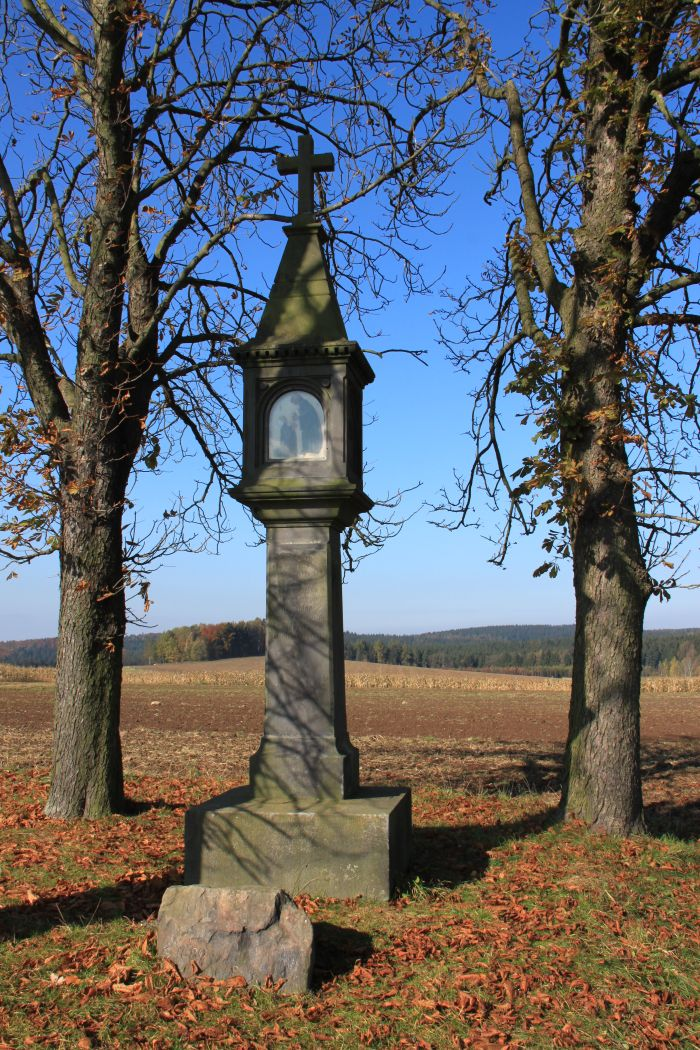
Pestsäule zwischen Lippersdorf und Reifland

Die erste urkundliche Erwähnung des Ortes datiert vom 18. Dezember 1403 als Rifland in einen Brief an den Burggrafen von Leisnig, in welchem Fritzold von Polenz auf seine Güter in Rifland verzichtete. Der Ortsname kann als Siedlung „auf früh morgens, langanhaltend mit Reif bedecktem Land“ gedeutet werden.
Mit der Reformation 1539 kam Reifland zur Parochie Lengefeld. Erst 1928 wurde ein Friedhof mit Kapelle angelegt. 1656 wird erstmals ein Lehrer erwähnt. Ein Schulgebäude wurde 1781 errichtet, das 1851 durch einen Neubau ersetzt wurde.
1680 grassierte im Ort die Pest. Johann Major, zu dieser Zeit Pfarrer von Reifland, glaubte auch bald Opfer der Krankheit zu werden, da auch seine Familie betroffen war. Im Angesicht eines nahen Todes bat er seinen Amtsbruder Christoph Rümmler aus dem Nachbarort Lippersdorf um das Heilige Abendmahl. Rümmler traute sich wegen der Ansteckungsgefahr jedoch nicht – oder durfte nicht – nach Reifland. So trafen sich beide auf halber Strecke zwischen den Ortschaften und vollzogen dort die Sakramentshandlung. Beide überstanden die Seuche. An die Begebenheit erinnern ein Stein und eine 1880 errichtete Pestsäule an der ungefähren Stelle des Handlungsortes.
1704 wurde auf dem alten Handelsweg von Freiberg nach Annaberg die Fahrpost eröffnet. Im Zuge dessen errichtete man 1723 am Ortsausgang Richtung Lengefeld eine Ganzmeilensäule.
1911/12 wurde Reifland ans Elektrizitätsnetz angeschlossen, eine zentrale Wasserversorgungsanlage wurde 1935/36 errichtet.
1875 erhielt der Ort mit der Station „Reifland“ Eisenbahnanschluss an der Flöhatalbahn. 1905 erfolgte die Aufstufung zum Bahnhof und 1939 erhielt dieser die bis heute geltende Bezeichnung „Reifland-Wünschendorf“.
Zum 1. Januar 1999 wurde Reifland nach Lengefeld eingemeindet.

## Entwicklung der Einwohnerzahl
| Jahr | Einwohnerzahl                             |
| ---- | ----------------------------------------- |
| 1552 | 15 besessene Mann, 4 Häusler, 30 Inwohner |
| 1764 | 15 besessene Mann, 28 Häusler, 13¾ Hufen  |
| 1834 | 440                                       |
| 1871 | 590                                       |
| 1890 | 795                                       |

| Jahr | Einwohnerzahl |
| ---- | ------------- |
| 1910 | 751           |
| 1925 | 756           |
| 1939 | 802           |
| 1946 | 867           |
| 1950 | 927           |

| Jahr | Einwohnerzahl |
| ---- | ------------- |
| 1964 | 793           |
| 1990 | 550           |
| 1998 | 497           |

## Verkehr
Die Haltepunkte Lengefeld-Rauenstein und Reifland-Wünschendorf liegen an der Bahnstrecke Flöha–Marienberg/Olbernhau. An den Stationen hält die Linie RB 81 Chemnitz–Olbernhau-Grünthal der Erzgebirgsbahn Montag bis Freitag im Stundentakt, am Wochenende im Zweistundentakt.